# James Stirling (architekt)

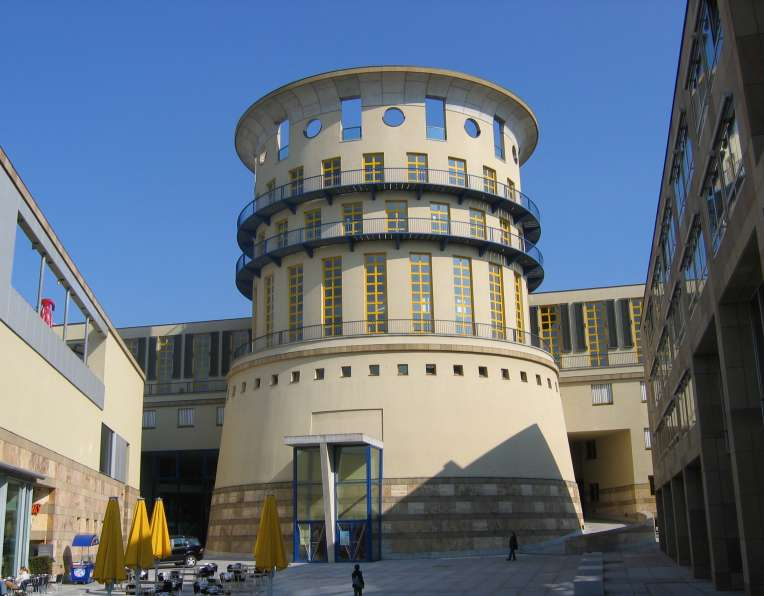
J. Stirling i M. Wilford:
Państwowa Akademia Muzyki i Sztuk Pięknych w Stuttgarcie

James Frazer Stirling (ur. 22 kwietnia 1926 w Glasgow – niekiedy podaje się rok 1924, zm. 25 czerwca 1992 w Londynie) – brytyjski architekt, przedstawiciel postmodernizmu, laureat Nagrody Pritzkera z 1981.

## Młodość
James Stirling studiował architekturę w latach 1945–1950 na Uniwersytecie w Liverpoolu. W 1956 założył z Jamesem Gowanem biuro Stirling and Gowan. Twórczość Stirlinga w tym okresie utrzymywała się w formach późnego modernizmu, niekiedy była wyraźnie brutalistyczna. Najbardziej znaną realizacją biura jest wydział inżynierii Uniwersytetu w Leicesterze o charakterystycznych techniczno-geometrycznych formach. Charakter ten przejawia się też w często stosowanych przez Stirlinga linearnych przedstawieniach izometrycznych i perspektywach z lotu ptaka. Od 1963 Stirling sam prowadził biuro.

## Kariera
W 1971 partnerem Stirlinga został Michael Wilford, już od roku 1960 współpracownik biura. W latach 70. XX w. styl Stirlinga zaczął się silnie zmieniać i zwracać ku eklektycznemu postmodernizmowi. Stirling chętnie stosował cytaty ze stylów historycznych, jak i architektury regionalnej.
Po śmierci Stirlinga w 1992 biuro przejął Michael Wilford. W ten sposób zrealizowano liczne nieukończone projekty, m.in. Państwową Akademię Muzyki i Sztuk Pięknych w Stuttgarcie.
Imieniem Stirlinga nazwano przyznawaną od 1996 brytyjską nagrodę architektoniczną.

## Główne dzieła
- wydział inżynierii Uniwersytetu w Leicesterze, 1959-1963
- biblioteka wydziału historii Uniwersytetu Cambridge, 1964-1967
- akademik Uniwersytetu St Andrews, 1964-1968
- akademik Queen’s College w Oksfordzie (Florey Building), 1966-1971
- budynki mieszkalne w Runcorn New Town, 1967-1976
- budynek działu edukacji firmy Olivetti w Haslemere, 1969-1972
- rozbudowa Rice University w Houston w Teksasie
- Centrum Sztuk Wizualnych Cornell University w Ithace w stanie Nowy Jork, 1983-1988
- Galeria Państwowa i Teatr Kameralny w Stuttgarcie, 1979-1984
- Arthur M Sackler Museum Harvard University w Cambridge w stanie Massachusetts, 1979-1985
- Fogg Museum w Cambridge w stanie Massachusetts, 1979-1985
- Centrum Naukowe w Berlinie, 1979-1988
- Clore Gallery (rozbudowa Tate Gallery dla pomieszczenia zbiorów obrazów Williama Turnera) w Londynie, 1980-1985
- biurowiec i fabryka B. Braun Melsungen AG w Melsungen, 1980-1990 (z Walterem Nägelim)
- Tate Gallery w Liverpoolu, 1984-1988
- Państwowa Akademia Muzyki i Sztuk Pięknych w Stuttgarcie, 1993-1994 (realizacja pośmiertna przez M. Willforda)